# Olympus OM-1
Olympus OM-1 — малоформатный однообъективный зеркальный фотоаппарат с полуавтоматическим управлением экспозицией, первая профессиональная модель системы Olympus OM. Выпущен в 1972 году и первоначально назывался Olympus M-1 по первой букве фамилии главного конструктора Йошигиса Мэйтани. Из-за протестов компании Leica, с 1954 года использовавшей такое же обозначение для фотоаппаратов Leica M, название изменено на OM-1. Модель впервые представлена публике на выставке Photokina-73 и выпускалась до 1979 года включительно. Главными техническими достижениями камеры считаются снижение веса и габаритов примерно на треть по сравнению с аналогами, а также эффективное уменьшение вибраций за счёт воздушного демпфера зеркала.

## Модификации
- Olympus OM-1MD (1974—1979, MD от Motor Drive) — модификация с возможностью использования с приставным электроприводом. На нижнюю панель добавлены электрические контакты и лючок для механического соединения с валом привода.
- Olympus OM-1MDn (1979—1987, n — новый). Отличается формой курка взвода затвора и перемотки плёнки.

## Технические характеристики
- Тип применяемого фотоматериала — 35-мм перфорированная фотокиноплёнка шириной 35 мм (фотоплёнка типа 135) в кассетах. Размер кадра — 24×36 мм.
- Корпус — металлический, с открывающейся задней стенкой, скрытый замок.
- Курковый взвод затвора и перемотки плёнки. Обратная перемотка рулеточного типа. Счётчик кадров автоматический самосбрасывающийся при открывании задней стенки. Курок имеет транспортное и рабочее положение.
- Затвор — механический, фокальный с горизонтальным движением матерчатых шторок. Выдержки затвора — от 1 до 1/1000 сек и «В»[3]. Выдержка синхронизации с электронной фотовспышкой — от 1/60 сек. Кольцо установки выдержек находится вокруг байонетного кольца (посадочной плоскости).
- Центральный синхроконтакт «Х» на съёмном кронштейне, переключаемый кабельный синхроконтакт «X»-«F». Центральный синхроконтакт имеет дополнительные контакты для присоединения «фирменных» фотовспышек серии «Т» (Flash Shoe 4).
- Тип крепления объективов — байонет Olympus OM. Рабочий отрезок — 46 мм.
  - Особенность байонета и объективов — замок фиксации и репетир диафрагмы расположены на оправе объектива.
- Видоискатель — зеркальный, с несъёмной пентапризмой, сменные фокусировочные экраны. Предварительный подъём зеркала.
- TTL-экспонометр (заобъективная экспонометрия) с сернисто-кадмиевым (CdS) фоторезистором. Стрелочная индикация о работе экспонометрического устройства в поле зрения видоискателя. Полуавтоматическая установка экспозиции на открытой диафрагме. При установленной светочувствительности фотоплёнки и выдержке вращением кольца установки диафрагмы необходимо добиться нахождения стрелки гальванометра в нейтральном положении. При применении светофильтров автоматически вносятся поправки на их плотность.
- Источник питания полуавтоматической экспонометрии — элемент типа РХ-625. Имеется электрический выключатель, расположенный на верхней панели камеры.
- Механический автоспуск.
- Штативное гнездо с резьбой 1/4 дюйма.

## Состав фотосистемы
В рамках фотосистемы Olympus OM выпущено большое количество принадлежностей:
- линия сменных объективов «Zuiko»
- приставные электроприводы
- сменные задники на 250 кадров
- фотовспышки и принадлежности к ним: флешметры, обоймы для крепления, шнуры, соединители, источники питания, светофильтры и переходники к ним
- сменные фокусировочные экраны
- принадлежности для макросъёмки: удлинительные кольца, мехи, стойки для съёмки, осветители и другие принадлежности
- принадлежности для микрофотографии
- техническая фотография: приставки для впечатывания даты и данных, адаптеры к эндоскопам и для астрофотографии
- сумки, футляры, рукоятки-держатели, спусковые тросики, блоки питания